# Gary Locke (futbolista)
Para el político estadounidense, véase Gary Locke.
Gary Robert Locke (Londres, Inglaterra, 12 de julio de 1954) es un exfutbolista inglés que se desempeñó como defensa. Es principalmente conocido por su etapa en el Chelsea FC, donde jugó durante más de una década, y también tuvo pasos por el Crystal Palace, Halmstads BK de Suecia y Napier City Rovers de Nueva Zelanda.
Debutó profesionalmente en 1971 con el Chelsea, donde se consolidó como lateral derecho titular y fue elegido como el mejor jugador del club en 1974. En 1983 fue transferido al Crystal Palace, donde jugó durante tres temporadas antes de continuar su carrera en el extranjero.

## Trayectoria
| Club               | País          | Años      |
| ------------------ | ------------- | --------- |
| Chelsea FC         | Inglaterra    | 1971–1983 |
| Crystal Palace     | Inglaterra    | 1983–1986 |
| Halmstads BK       | Suecia        | 1986      |
| Napier City Rovers | Nueva Zelanda | 1987–1991 |

## Palmarés

### Distinciones individuales
- Mejor Jugador del Chelsea FC: 1974